# Ecoparque Cerro del Santísimo

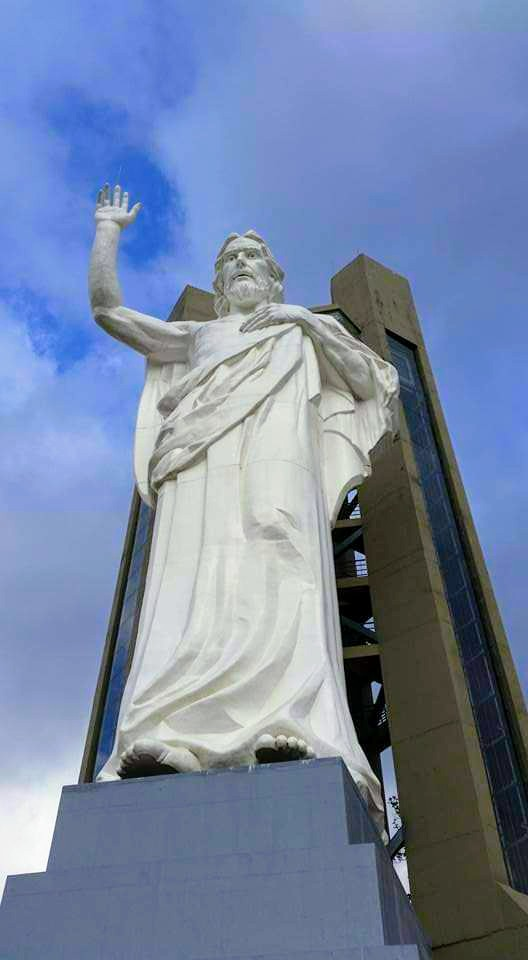
Estatua Ecoparque Cerro El Santísimo.

El Ecoparque Cerro del Santísimo es un sitio turístico ubicado en la Vereda Helechales, sector rural de Floridablanca (Santander), conocido por poseer una escultura de El Santísimo, una escultura artística de gran dimensión de 35 m de alto incluido su pedestal de 6 , que incluye una estructura tríptica con dos ascensores panorámicos y una escalera para permitir el acceso al mirador principal, el cual se encuentra a una altura de 40 m de alto y desde el cual se tiene una panorámica de Floridablanca y parte de Bucaramanga. Es un sitio de peregrinaje en Semana Santa, sobre todo para realizar el Viacrucis en Viernes Santo. Cuenta con un sistema de teleférico de 1380 m para acceder al parque en 5 minutos desde la Hacienda La Esperanza (antigua casona ubicada en los alrededores del casco urbano de Floridablanca, sede de la antigua Cervecería Clausen, la primera fábrica cervecera del país). Fue inaugurada el 20 de junio de 2015 por el entonces Gobernador de Santander, Richard Aguilar Villa, investigado por corrupción.
La construcción ha suscitado debate en los pobladores, ya que el proyecto planteaba beneficios y un alcance mayor al reflejado finalmente. Adicionalmente, la figura esculpida, centro del parque, fue el centro de discusiones sobre la neutralidad religiosa que debería profesar una obra pública. 